# Halcyon senegalensis
Земеродно рибарче (Halcyon senegalensis) това е дребна африканска птица от семейство Земеродни рибарчета.

## Физически характеристики
Дължината на тялото е около 23 cm. Гърбът, опашката и крилете са ярко сини. Главата, тилната област и корема са бели, а гърдите черни. Клюнът е червен в основата и черен на върха. Краката са червени. Липсва ясно изразен полов диморфизъм. Младите птици са с по-бледи цветове на оперението.

## Разпространение
Видът обитава Африка в района на екватора в рамките на 8° на север и юг от него. Северните и южните популации извършват миграции в сезони на засушаване. Обитава гористи местности, среща се и в близост до селищата.

## Размножаване
Птицата гнезди в дупки по дърветата. Снася от 2 до 3 бели яйца. Инкубацията им продължава 13—14 дни. Двамата родители се грижат за поколението като подрастващите остават с родителите около 5 седмици.

## Хранене
Хранят се с едри насекоми, жаби, членестоноги, охлюви, малки рибки и други дребни животни.